# ガブリエラ・ド・モナコ
ガブリエラ・ド・モナコ （Gabriella de Monaco, 2014年12月10日 - ）は、モナコ公アルベール2世とシャルレーヌ公妃の第1子（長女）。ジャック公世子は双子の弟。

## 略歴
2014年5月30日にシャルレーヌ公妃が第1子を妊娠中であることが発表され（その後双子に訂正）、ガブリエラは同年12月10日午後5時4分にプリンセス・グレース病院で誕生した。弟のジャックは2分後に生まれた。モナコ公位継承権は男子優先制なのでジャックが1位、ガブリエラが2位となる。
誕生により42発の祝砲がならされ（1人21砲ずつ）、教会の鐘が15分間鳴らされた。
2015年5月10日にモナコ大聖堂で洗礼式が行われこのとき父からグリマルディ勲章Grand Officerを授与された。

ガブリエラのモノグラム